# N'avoue jamais
Pour les articles homonymes, voir N'avoue jamais (film).
Chansons représentant la France au Concours Eurovision de la chanson
Le Chant de Mallory
(1964) Chez nous
(1966)
N'avoue jamais est une chanson écrite par Françoise Dorin et composée et interprétée par Guy Mardel, sortie en 45 tours en 1965.
C'est la chanson représentant la France au Concours Eurovision de la chanson 1965 qui se déroule à Naples, Italie.
Guy Mardel a également enregistré cette chanson en espagnol et en italien, respectivement sous les titres Jamás, jamás (« Jamais, jamais ») et Non dire mai (« Ne dites jamais »).

## Thème
La chanson dispense quelques mots de conseil aux jeunes hommes, Guy Mardel leur suggère avec insistance de ne jamais avouer leurs sentiments à leurs aimées. Il affirme qu'« il faut semer le doute pour récolter l'amour », autrement dit, les soupirants, pour gagner les cœurs désirés, auront avantage à ne pas montrer leurs sentiments trop ouvertement.

## Concours Eurovision de la chanson
Elle est interprétée en français, langue nationale, comme le veut la coutume avant 1974. L'interprète est accompagné par l'orchestre dirigé par Franck Pourcel.
Pour la soirée de concours, cette chanson passe en septième, après Absent Friend d'Ingvar Wixell qui représentait la Suède et avant Sol de inverno de Simone de Oliveira qui représentait le Portugal. À l'issue du vote, elle a obtenu 22 points, se classant troisième sur dix-huit chansons,.
L'année suivante, en 1966, la chanson représentant la France est Chez nous, interprétée par Dominique Walter.

## Liste des titres
| A1. | N'avoue jamais         | Françoise Dorin  | Guy Mardel     |  |
| A2. | Sans rien me dire      | Eddy Marnay      | Guy Mardel     |  |
| B1. | S'il pleut aujourd'hui | Bernard Kesslair | Eddy Marnay    |  |
| B2. | Songe, Songe           | Guy Mardel       | Richard Bernet |  |

## Réception commerciale
Le 45 tours de la chanson s'écoule à plus de 300 000 exemplaires en France.

## Classements

### Classements hebdomadaires
| Classement (1965)                       | Meilleure position |
| --------------------------------------- | ------------------ |
| Allemagne (Media Control AG)            | 39                 |
| Belgique (Flandre Ultratop 50 Singles)  | 1                  |
| Belgique (Wallonie Ultratop 50 Singles) | 1                  |
| France (IFOP)                           | 1                  |
| Pays-Bas (Nederlandse Top 40)           | 26                 |